# توبی هوپر
ویلیام توبی هوپر (به انگلیسی: William Tobe Hooper) (۲۵ ژانویهٔ ۱۹۴۳ – ۲۶ اوت ۲۰۱۷) کارگردان، فیلم‌نامه‌نویس و تهیه‌کننده آمریکایی بود. وی عمدتاً با ژانر وحشت و فیلم‌هایی مثل کشتار با اره‌برقی در تگزاس که به گفته استوارت هریتج از روزنامه گاردین یکی از تأثیرگذارترین فیلم‌های تاریخ سینماست و پولترگایست شناخته شده‌است.
او در سال ۲۰۱۷ درگذشت.

## فیلمشناسی
- کشتار با اره‌برقی در تگزاس (۱۹۷۴)
- پولترگایست (۱۹۸۲)
- مهاجمان مریخی (۱۹۸۶)
- کشتار با اره‌برقی در تگزاس ۲ (۱۹۸۶)
- احتراق خودبخود (۱۹۹۰)
- من امشب خطرناکم (۱۹۹۰)
- وحشت‌های شبانه (۱۹۹۳)
- مجتمع آپارتمانی (۱۹۹۹)
- تمساح (۲۰۰۰)
- ابزار قتل (۲۰۰۴)
- مرده‌شوی‌خانه (۲۰۰۶)
- جن (۲۰۱۳)